# Alejandro Peschard Fernández
Alejandro Peschard Fernández es un arqueólogo mexicano. En 1998, fundó el Museo de Arqueología Ganot-Peschard con su colega Jaime Ganot Rodríguez.
La colección del museo consiste principalmente en evidencia arqueológica recopilada por Peschard y Ganot a lo largo de 30 años de investigación en Zacatecas, Sinaloa, Nayarit y Jalisco.

## Museo de Arqueología Ganot-Peschard

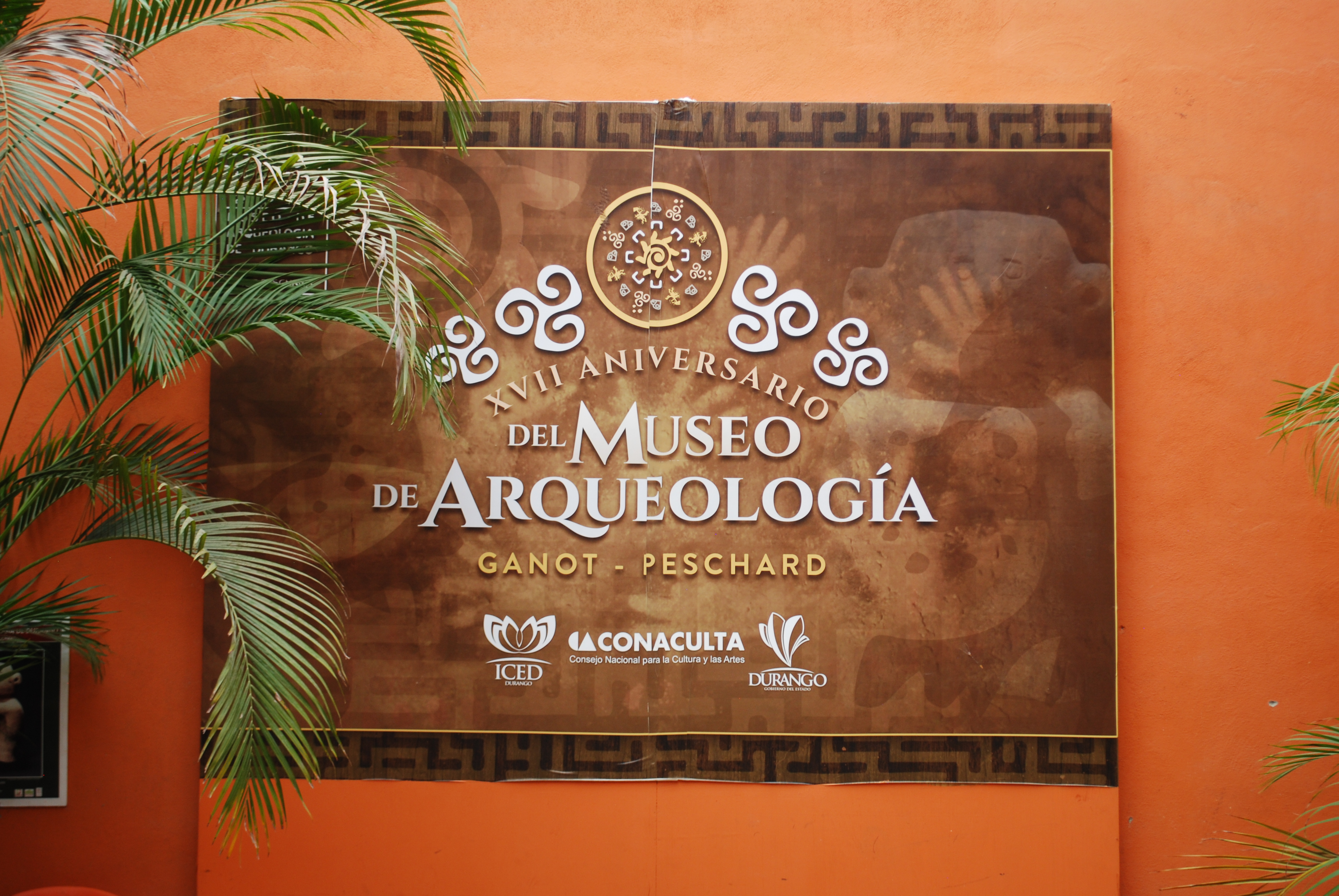
Entrada al museo Ganot-Peschard.

El Museo de Arqueología de Ganot-Peschard está en la Zona Centro de Durango. Está en un edificio histórico, que en varios puntos tenía una imprenta y los archivos estatales de Durango. Operando desde 1998, el museo está catalogado por el Instituto Nacional de Antropología e Historia como un hito culturalmente significativo.
Dedicado a preservar el patrimonio arqueológico de Norte de México, Peschard ha sido el director del museo desde su fundación.

## Arqueológico
El trabajo de Peschard se ha centrado en los indígenas cultura material y las prácticas en Norte de México. Su trabajo sobre Tepehuan alineaciones solares en sitios ceremoniales en Durango se observó en el texto de 2008, "Arqueología sin fronteras":

Cerca del Río Tepehuanes en Durango se encuentra el pequeño pueblo de El Zape. Aquí hay un refugio con paredes altas y verticales donde se llevó a cabo algún tipo de ritual solar. Jaime Ganot Rodríguez y Alejandro Peschard Fernández ... han estudiado este sitio ceremonial e identificado una alineación solar en el equinoccio de primavera.

## Publicaciones
- Las Poblaciones Indígenas de Durango a Través de la Historia en Busca de la Identidad Regional de Durango (Gobierno del Estado de Durango, Secretaría de Educación, Cultura y Deporte, 2000), ISBN  9789709046106
- Aztatlán: Apuntes para la Historia y Arqueología de Durango (Gobierno del Estado de Durango, Secretaría de Educación, Cultura y Deporte, 1997), ISBN 978-9686466997
- "Cosmic ideograms on petroglyphs of the Mesoamerican cultures of 'El Zape' region in Durango, Mexico" in World Archaeoastronomy (Cambridge University Press, 1989), ISBN 978-0521341806